# Maggie Hassan
Margaret (Maggie) Hassan z domu Wood (ur. 27 lutego 1958 w Bostonie) – amerykańska polityczka i prawniczka, członkini Partii Demokratycznej, od 2017 Senator Stanów Zjednoczonych ze stanu New Hampshire

## Działalność polityczna
W latach 2004–2010 zasiadała w senacie stanu New Hampshire, od 2005 do 2010 zajmowała tam stanowisko lidera większości. W latach 2013–2017 pełniła funkcję gubernatora New Hampshire. 
W wyborach do Senatu Stanów Zjednoczonych w 2016 różnicą zaledwie tysiąca głosów pokonała kandydatkę republikanów Kelly Ayotte. Została zaprzysiężona 3 stycznia 2017.
W wyborach do Senatu w 2022 ponownie zwyciężyła, pokonując republikanina Dona Bolduca.

## Życie prywatne
Maggie Hassan jest córką politologa i działacza państwowego Roberta Coldwella Wooda i siostrą aktora Franka Wooda. W 1983 poślubiła pedagoga Thomasa Hassana. Ma dwoje dzieci.